# Freebird Games
Freebird Games est un studio de développement canadien de jeux vidéo fondé en 2007 par Kan Gao. Il a publié huit jeux, dont le plus notable est To the Moon, sorti en 2011.

## Histoire

### Premiers jeux
Le premier jeu de Freebird Games est Quintessence: The Blighted Venom, sorti en 2006. Il s'agit d'un jeu de rôle épisodique dont le développement a été arrêté avant que tous les épisodes soient sortis, avec 11 épisodes sur les 14 prévus.
Les deux jeux suivants sont très courts et expérimentaux. En mai 2008 le studio publie The Mirror Lied, un court jeu d'aventure. Puis en décembre 2008 sort Do You Remember My Lullaby?, une histoire non interactive narrant une journée de la vie d'une femme durant la période de Noël.

### SérieTo the Moon
To the Moon sort en 2011. Il rencontre un grand succès critique et populaire. Il sera agrémenté de deux DLC : Sigmund Minisode 1: A Holiday Special en 2013, et Sigmund Minisode 2 en 2015. Les jeux suivants se déroulent dans le même univers, avec plusieurs personnages récurrents, en particulier les Drs Watts et Rosalene. Les trois épisodes principaux ont été très bien reçus par la critique avec un score Metacritic supérieur à 80% à chaque fois.
En 2014 sort A Bird Story, un court jeu sans dialogues, préfigurant le prochain épisode majeur de la série : Finding Paradise qui sort en 2017.
Impostor Factory, troisième épisode principal de la série, est publié en 2021. Il est suivi de Just a To the Moon Series Beach Episode en 2024, qui réunit une grande partie des personnages créés depuis To the Moon.

## Jeux
| Année | Titre                                   | Plate-formes                           |
| ----- | --------------------------------------- | -------------------------------------- |
| 2006  | Quintessence: The Blighted Venom        | Microsoft Windows                      |
| 2008  | The Mirror Lied                         | Microsoft Windows                      |
| 2008  | Do You Remember My Lullaby?             | Microsoft Windows                      |
| 2011  | To the Moon                             | Microsoft Windows, OS X, Linux, Switch |
| 2014  | A Bird Story                            | Microsoft Windows, OS X, Linux         |
| 2017  | Finding Paradise                        | Microsoft Windows, OS X, Linux         |
| 2021  | Impostor Factory                        | Microsoft Windows, OS X, Linux         |
| 2024  | Just a To the Moon Series Beach Episode | Microsoft Windows, OS X, Linux         |